# Marcos Sabino
Marcos Sabino Braga Ferreira (Niterói, 27 de janeiro de 1959) é um cantor, compositor, político, gestor cultural e produtor musical brasileiro. Ganhou reconhecimento nacional na década de 1980 com o lançamento da canção "Reluz", um dos maiores sucessos da década de 1980. A música foi posteriormente regravada em espanhol, grego e francês.

## Vida e carreira

### Início
Marcos Sabino iniciou sua trajetória musical na adolescência. Incentivado por sua mãe, Dea Sabino, que lhe deu o primeiro violão, começou a tocar e compor desde cedo. Seu pai, o médico psiquiatra Sabino, teve atuação reconhecida na área da saúde mental no Brasil.
Seu primeiro grupo musical foi a banda de rock *Os Inocentes*. Em 1975, integrou a banda *Antares* e, em 1978, passou a fazer parte do grupo *O Circo*, junto de nomes como Fernando Bittencourt, Márcio Bahia, Humberto Resende, Simiana e Marise de Resende. No mesmo ano, venceu o Festival de Miracema interpretando a canção "Esperança".
Em 1981, participou da banda de apoio de Guilherme Arantes durante o Festival MPB Shell da TV Globo, onde a canção "Planeta Água" ganhou projeção nacional.

### Sucesso nacional
A carreira de Marcos Sabino consolidou-se em 1982, com o lançamento da canção "Reluz". A música alcançou o primeiro lugar nas paradas brasileiras, com vendas estimadas em mais de 1,5 milhão de cópias, ocupando o primeiro lugar nas paradas, além de figurar entre os dez maiores sucessos da década.
Ao longo da carreira, lançou diversos discos e emplacou canções em trilhas de novelas:
- "De Qualquer Maneira", em *Pão Pão, Beijo Beijo* (1983 - TV Globo)
- "A Dança das Horas", em *Ti-Ti-Ti* (1985 - TV Globo)
- "Adoro", em *Bebê a Bordo* (1988 -  TV Globo)
- "Uma História de Amor", em *História de Amor* (1995 - TV Globo)
- "Correnteza", em O campeão (1983 - Tv Band)

Sabino foi presença frequente em programas de televisão como *Fantástico*, *Chacrinha*, *Clube do Bolinha* e *Programa Silvio Santos*. Gravou dez álbuns de estúdio e obteve quatro discos de ouro e um disco de platina.

### Compositor e colaborador
Como compositor, Marcos Sabino trabalhou com artistas como Erasmo Carlos, Chico Roque, Paulo Sérgio Valle, Sérgio Caetano, Dalto, Cacá Moraes e Biafra. Dentre artistas que gravaram canções de sua autoria estão Leandro e Leonardo, Luiz Caldas, Fabio Jr., Fat Family, Thiaguinho, dentre outros.

### Atuação e gestão cultural
Nos anos 1970, Sabino esteve envolvido com os movimentos culturais "Niterói Vai Sumir" e "Niterói Vai Assumir", que mobilizaram a juventude e artistas locais e nacionais uma grande ação que cobrava a volta da Fundação de Artes da Cidade, então extinta pelo prefeito à época. O movimento ganhou notoriedade, conseguiu o objetivo de manter a Fundação de artes e trouxe à cidade artistas nacionais ainda emergentes à época que como Marina Lima, Eduardo Dusek, Angela Ro ro e outros.
Marcos Sabino exerceu funções públicas na área da cultura em Niterói. Foi presidente da Fundacão de Arte de Niterói (FAN) em duas ocasiões: entre 2009 e 2012 (gestão: Jorge Roberto Silveira), e novamente entre 2021 e 2022 (gestão: Axel Grael).
Durante sua gestão, implementou políticas de fomento à produção artística local, ocupando espaços culturais, fomentou a cadeia produtiva, promoveu a formação de público, implementou projetos de incentivo à música independente, valorização do patrimônio histórico e programação artística nos equipamentos culturais da cidade, como o Solar do Jambeiro e o Teatro Municipal de Niterói. Também esteve à frente da criação do circuito de festivais de música e do fortalecimento de ações voltadas à juventude e à periferia cultural.
Sabino realizou a Festa da Música de Niterói, coordenou o lançamento de mais de 100 discos pelo selo Niterói Discos e é idealizador e curador do Festival Marazul, que já teve 3 edições e integra o calendário cultural oficial da cidade de Niterói. 

### Presença digital
A partir dos anos 2010, Sabino ampliou sua atuação digital, acumulando mais de 30 milhões de visualizações no YouTube, mais de 4 milhões de streams nas plataformas de áudio e cerca de 180 mil seguidores nas redes sociais.

### Legado musical
Com mais de quatro décadas de carreira, Marcos Sabino permanece ativo na música e na gestão cultural. Seu repertório, marcado pelo romantismo, ainda é lembrado por sucessos como Reluz, Uma história de Amor, Na Mira do Olhar e De Qualquer Maneira. É frequentemente citado como referência da geração de artistas românticos dos anos 1980.
Marcos Sabino apresentou o programa A Barca do Som, na Rádio Roquette-Pinto  94 FM do Rio de Janeiro, que dava espaço para a música produzida em Niterói e no interior do estado do Rio.
Marcos Sabino é pai do cantor, baterista e compositor Felipe Ferreira, que segue carreira na música popular brasileira e foi vencedor do Festival de Música da Rádio Nacional em 2024, na categoria Melhor Letra, com a canção "Vidas Secas".

## Vida pessoal
Marcos Sabino é casado desde 1981 com Lia Cristina. O casal tem quatro filhos: Aporé, Lucas, Gabriel e Felipe. Possui ainda uma neta, chamada Maria Clara.

## Atuação política
Sabino exerceu o cargo de vereador em Niterói, tendo atuado no legislativo municipal e presidido a Comissão de Educação. Sabino ocupou o cargo de vereador por 14 meses e apresentou 19 projetos de lei, 80 indicações legislativas e 17 moções. Dentre importantes ações, a Lei do Primeiro Palco, tombamento da estátua do Arariboia, o Mineirinho como Patrimônio cultural imaterial de Niterói. É filiado histórico do Partido Democrático Trabalhista (PDT), sendo o detentor da ficha de filiação número 1 do diretório de Niterói.

## Produção musical
Além de sua carreira como cantor, Marcos Sabino desenvolveu forte atuação como produtor musical, produzindo álbuns para grandes multinacionais do mercado fonográfico como Sony Music, Som Livre, Universal Music e Niterói Discos.

## Discografia

### Álbuns
- Reluz (1982)
- Iluminar (1983)
- Simples Situation (1985)
- Romance e Prazer (1989)
- Marcos Sabino & Forró Bem Te Vi (2000)
- Marcos Sabino (2005)
- Dia Simples (2021)

### Singles
- Reluz/Remanso (1982)
- Na mira do olhar/Jeito doce ‎(1983)
- Bolo de coco/Nosso adeus ‎(1984)
- Simples situation (1985)
- Musa Tropical/Dança das horas ‎(1985)
- No tempo que a gente podia namorar no portão feat. Byafra (2019)
- A Lua e o mar (2021)
- Lá em Mauá (2023)